# Раушнинг, Герман
Герман Адольф Рейнгольд Раушнинг (нем. Hermann Adolf Reinhold Rauschning, 7 августа 1887, Торн, Германская империя, — 8 февраля 1982, Портленд, Орегон, США) — немецкий политический деятель, музыкальный критик и плодовитый писатель-политолог.

## Биография
Сын офицера изучал историю, немецкий язык и музыковедение в Берлине и в 1911 году защитил докторскую диссертацию. Считал себя учеником мюнхенского композитора и профессора музыки Людвига Тюйе. До Первой мировой войны занимался фермерством, а во время войны дослужился до лейтенанта. После восстановления польского государства в 1918 году остался в Познани, где руководил культурной работой немецкой этнической группы. 21 мая 1924 года был принят в масонскую ложу.
В 1926 году переехал в вольный город Данциг. В 1932 году вступил в НСДАП и стал председателем Данцигского земельного союза. С 20 июня 1933 года по 23 ноября 1934 года был президентом сената (главой правительства, а также де-факто главой государства). В ходе борьбы за власть с данцигским гауляйтером НСДАП Альбертом Форстером ушел со своего поста. 30 ноября 1934 года вместе со своим пресс-секретарем и ближайшим соратником Георгом Штрейтером исключен из НСДАП по инициативе Форстера. В начале 1935 года во избежание дальнейших репрессий бежал из Данцига и сначала поселился в своем родном городе Торне, который принадлежал Польше со времен Версальского договора. Затем эмигрировал в Швейцарию. В 1938 году переехал во Францию, а в следующем году в Великобританию. В 1941 году обосновался в США и занялся фермерством.
Долгое время историки широко цитировали книгу Раушнинга «Беседы с Гитлером». Советская сторона обвинения использовала ее даже в качестве доказательства на Нюрнбергском процессе (документ СССР-378). В 1983–1984 годах швейцарский учитель истории Вольфганг Хэнель опубликовал, помимо анализа содержания, признание американского издателя венгерского происхождения Эмери (Имре) Ревеша, который летом 1939 года в Цюрихе уговорил эмигранта Раушнинга записать свои встречи с Адольфом Гитлером с как можно большим количеством буквальных цитат и заплатил ему за это существенный аванс. Сидя тогда без гроша в кармане, Раушнинг последовал его совету. Так возник бестселлер, опубликованный на нескольких языках. Раушнинг утверждал, что до 1934 года он более сотни раз встречался с Гитлером и вел с ним доверительные беседы с глазу на глаз. На самом деле он встречался с Гитлером не более четырех раз и при этом ни разу наедине. В книге содержится много цитат, достоверность которых подвергается сомнению.
Такие историки, как Теодор Шидер, еще до этого заметили, что Раушнинг отнюдь не был другом Гитлера. Однако долгое время разоблачению фальшивки уделялось мало внимания, так как книга считалась одним из ключевых доказательств ранних планов Гитлера относительно войны и мирового господства. Сегодня большинство историков поддерживают тезис Хэнеля о том, что это вымышленные беседы, которые не могут претендовать на подлинность.

## Сочинения
- Musikgeschichte Danzigs, Dissertation Universität Berlin, Berlin 1911
- Geschichte der Musik und Musikpflege in Danzig. Von den Anfängen bis zur Auflösung der Kirchenkapellen, Danziger Vlgsges. Rosenberg, Danzig 1931 (Quellen und Darstellungen zur Geschichte Westpreußens; 15)
- als Herausgeber: Posener Drucke, erster Druck: Nicolaus Coppernicus aus Thorn. Über die Umdrehungen der Himmelskörper. Aus seinen Schriften und Briefen, Posen 1923
- Die Entdeutschung Westpreußens und Posens. Zehn Jahre polnische Politik, Berlin 1930. Neuausgabe/Nachdruck 1988 bei Hobbing, Berlin u.d.T.: Die Abwanderung der deutschen Bevölkerung aus Westpreußen und Posen 1919—1929.
- Die Revolution des Nihilismus. Kulisse und Wirklichkeit im Dritten Reich, Europa Verlag, Zürich/New York 1938
- Hitler Speaks. A Series of Political Conversations with Adolf Hitler on his Real Aims, Thornton Butterworth, London 1939
- Gespräche mit Hitler, Europa Verlag, Zürich und New York 1940
- Make and Break with Hitler, Secker & Warburg, London 1941
- The Beast from the Abyss, William Heinemann, London 1941
- The redemption of democracy: The coming Atlantic empire, Literary Guild of America, New York 1941
- The Conservative Revolution, Putnam’s Sons, New York 1941
- Men of Chaos, Putnam’s Sons, New York 1942
- Die Zeit des Deliriums, Zürich, Amstutz Verlag, Herdeg & Co 1947
- Deutschland zwischen West und Ost, Christian-Verlag, Berlin, Hamburg, Stuttgart 1950
- Ist Friede noch möglich? Die Verantwortung der Macht, Vowinckel-Verlag, Heidelberg 1953
- Masken und Metamorphosen des Nihilismus — Der Nihilismus des XX. Jahrhunderts, Humboldt-Verlag, Frankfurt am Main / Wien 1954
- …mitten ins Herz: über eine Politik ohne Angst (mit H. Fleig, M. Boveri, J.A. v. Rantzau), Karl H. Henssel Verlag, Berlin 1954
- Die deutsche Einheit und der Weltfriede, Holsten, Hamburg 1955
- Ruf über die Schwelle. Betrachtungen, Katzmann Verlag, Tübingen, 1955
- Der saure Weg, Käthe Vogt Verlag, Berlin 1958
- Mut zu einer neuen Politik, Käthe Vogt Verlag, Berlin 1959